# Ск'явонеска

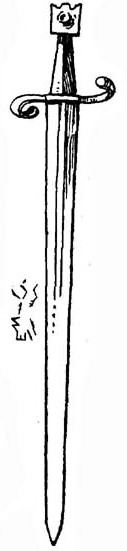
Малюнок італійської ск'явонески 15 століття

Ск'явонеска (італ. spada schiavonesca, «слов'янський меч») — тип півтораручного меча, що характеризується S-подібною гардою, який походить з Сербії кінця 14 століття та використовувався лицарями в Угорському королівстві та Венеціанській республіці протягом 15 та 16 століть.
Османська експансія та завоювання свідчать про міграції сербів на північ і захід, спочатку в межах сербської держави (Сербської деспотії), а потім до сусідньої Угорщини та Венеціанської Далмації. В Угорщині сербське населення дуже активно захищало південний кордон від османів. Типологічно уніфікованим виробництво цього типу меча стало в Угорщині та Венеції.
Найдавніші зразки, за оцінками, датуються останніми десятиліттями 14 століття, періодом, коли Сербія перебувала в стані постійної війни. Найдавніша згадка міститься в заповіті коваля Добрича Бунісалича 1391 року, який зберігається в Рагузькому архіві: «...doe spade schiavonesche...». 
Назва походить від балканських слов'ян, що використовували такі мечі на венеціанській службі. Термін «Sclavonia» був загальною рагузською назвою для Сербії, протягом більшої частини історії їхнього сусідства.